# 瑟里西贝莱图瓦勒
瑟里西贝莱图瓦勒（法語：Cerisy-Belle-Étoile）是法国奥恩省的一个市镇，属于阿尔让唐区（Argentan）第一弗莱尔县（Flers-1）。该市镇总面积13.4平方公里，2009年时的人口为733人。

## 人口
瑟里西贝莱图瓦勒人口变化图示